# Milan Smiljanić
Milan "Lola" Smiljanić (Servisch: Милан "Лола" Смиљанић) (Kalmar, 19 november 1986) is een Servische voetballer (middenvelder) die sinds 2007 voor de Spaanse eersteklasser RCD Espanyol uitkomt. In seizoen 2010-11 speelt hij op uitleenbasis voor zijn ex-club Partizan Belgrado. Eerder werd Smiljanic al verhuurd aan  Sporting Gijon .

## Interlandcarrière
Smiljanić speelde sinds 2007 zes interlands voor de Servische nationale ploeg. Daarin scoorde hij één keer. In de periode 2006-2007 speelde hij zeven wedstrijden voor de U-21. Smiljanić vertegenwoordigde zijn vaderland eveneens bij de Olympische Spelen van 2008 in Peking. Daar werd de selectie onder leiding van bondscoach Miroslav Đukić uitgeschakeld in de groepsronde na nederlagen tegen Ivoorkust (2-4) en Argentinië (0-2) en een gelijkspel tegen Australië (1-1).

## Carrière
- 2005-2007: FK Partizan Belgrado
- 2007-... : RCD Espanyol
  - 2010: Sporting Gijon (huur)
  - 2010-... :  FK Partizan Belgrado (huur)

1 Stojković ·
2 Jovanović ·
3 Kolarov ·
4 Kačar ·
5 Rajković ·
6 Pavlović ·
7 Smiljanić ·
8 Gulan ·
9 Rakić ·
10 D. Tošić ·
11 Tadić ·
12 Fejsa ·
13 Mrdaković ·
14 Živković ·
15 Tomović ·
16 Z. Tošić ·
17 Stamenković ·
18 Kaluđerović ·
Coach: Đukić